# Regola di Zaitsev

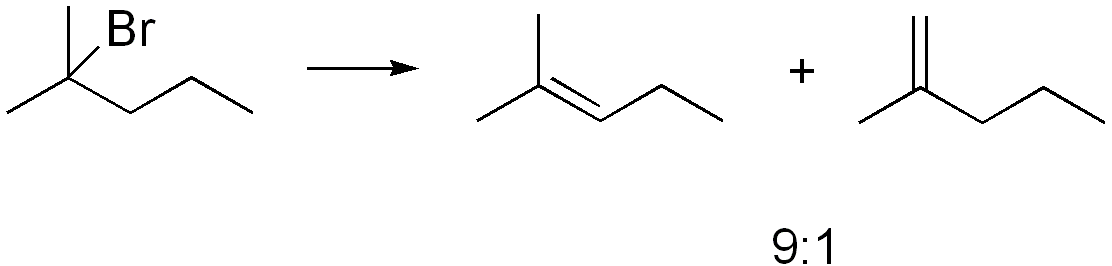
Deidroalogenazione del 2-bromo-2-metilpentano con DBU porta a prodotti in accordo con la regola di Zaitsev.

La regola di Zaitsev prende il nome dal chimico russo Aleksandr Michajlovič Zajcev che per primo la propose: è una regola empirica che descrive la via preferenziale con cui avvengono le reazioni di eliminazione alogenidrica di alogenuri alchilici che portano alla formazione di un doppio legame.
Il principio di Zaitsev è simile alla regola di Markovnikov, che si applica al processo inverso, cioè alle reazioni di addizione.

Secondo Zaitsev l'alchene che si forma in maggior quantità è quello che deriva dalla sottrazione dell'idrogeno dal carbonio β che è legato al minor numero di idrogeni; cioè l'idrogeno che preferenzialmente viene sottratto è quello legato al carbonio in β che possiede meno idrogeni, e quindi quello più sostituito. Questo significa che l'alchene si forma in modo da ottenere il doppio legame più sostituito: ciò significa generalmente maggiore stabilità.